# Culís en la guerra del Pacífico

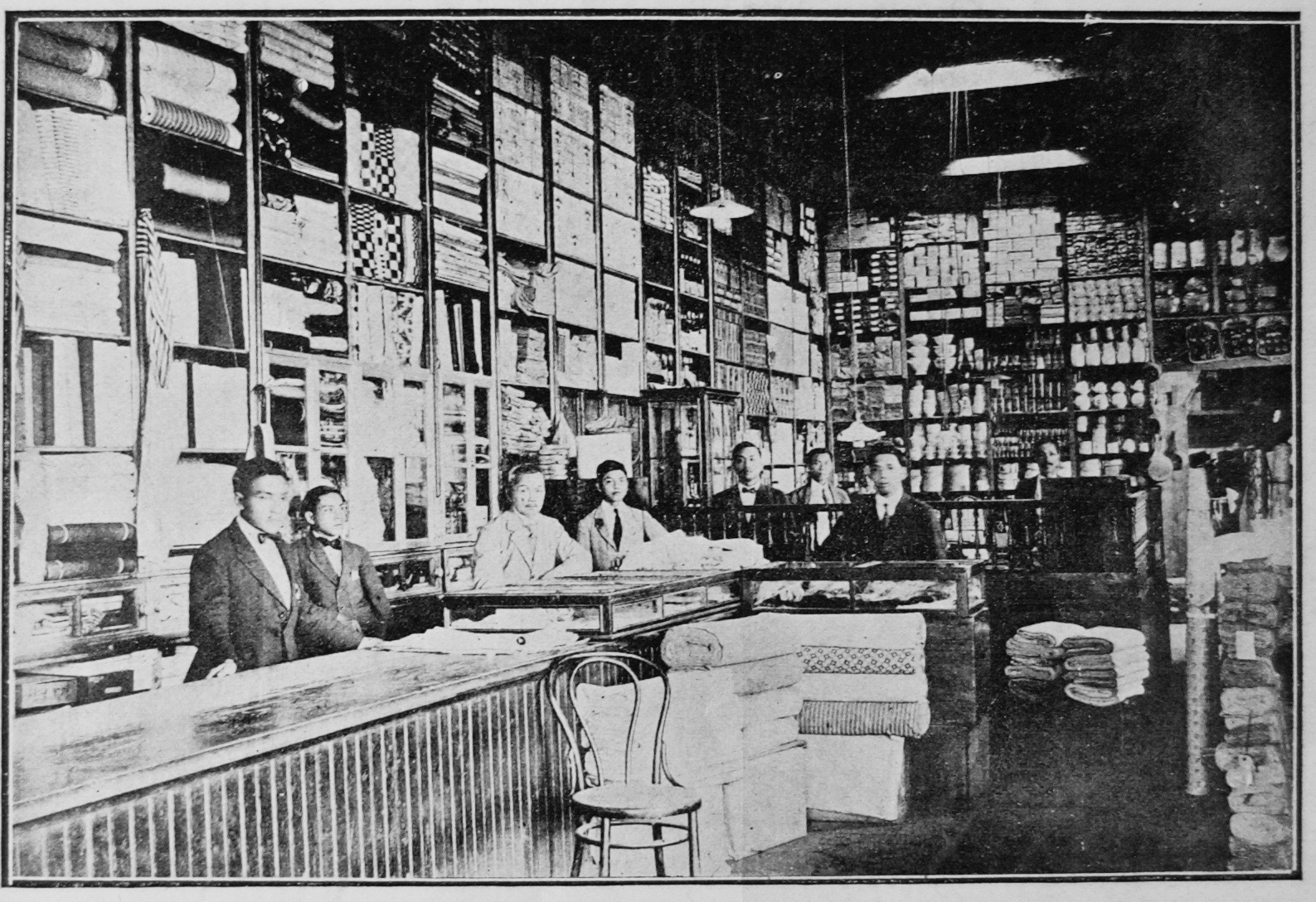
La inmigración china no solo traía trabajadores manuales. Muchas casas comerciales servían al comercio exterior peruano. La firma Wing Yuen Hing & Co. era la mayor entre las casas comerciales chinas de Ica en 1880.

Los culís en la guerra del Pacífico fueron los inmigrantes semiesclavizados de procedencia china que se vieron envueltos en el conflicto bélico ocurrido en Perú, su lugar de inmigración y trabajo, entre 1879 y 1884. En condiciones de semiesclavitud, debieron enfrentar circunstancias en las cuales casi no tenían otras opciones que las que les eran impuestas por su supervivencia en una sociedad estremecida por la violencia interna y externa, la crueldad, el maltrato y la estigmatización.: 34 

## Antecedentes

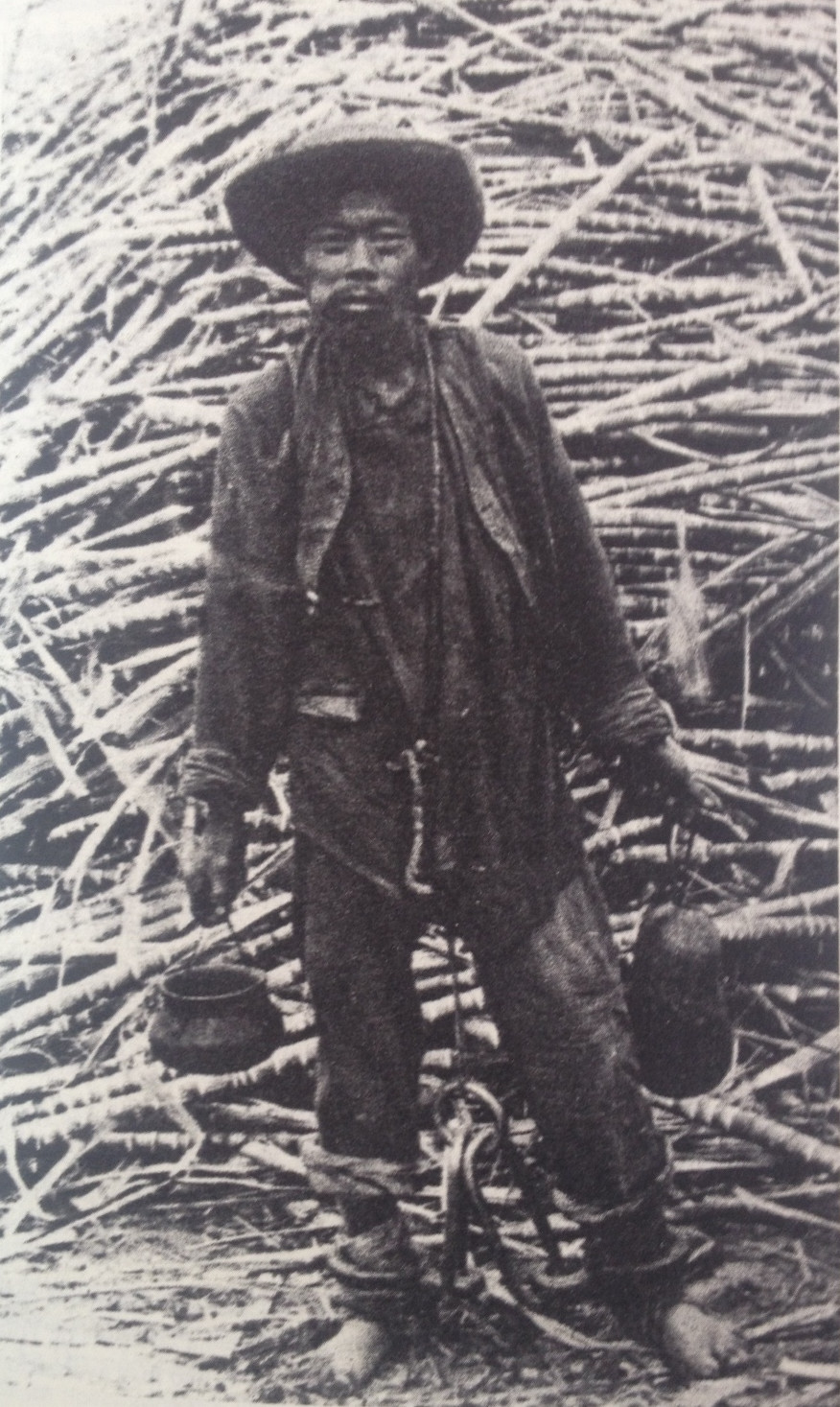
Trabajador chino esclavizado en Perú en 1881. Para evitar su escape lleva grilletes en los tobillos. Detrás de él, caña de azúcar.

A partir de 1849 comenzaron a inmigrar ciudadanos chinos a Perú debido a la carencia de brazos para el trabajo en las plantaciones de azúcar, la construcción de ferrocarriles y también en la extracción del guano. Entre 1849 y 1874 unos 100 000 trabajadores chinos llegaron a Perú en condiciones de servidumbre, obligados a trabajar para quien había costeado su pasaje, ganaban solo la mitad del sueldo de un trabajador libre y debían vivir en deplorables condiciones. Compartían su trabajo con presidiarios.: 187 
Sobre su presencia en las faenas escribe J. Deustua: «Para los años 1850, la población trabajadora en las islas Chincha había crecido desde unos 280 hombres, “casi todos indios”, hasta 966 en las islas Norte y Centro en 1853, de los cuales 39 eran esclavos, 209 presidiarios, 130 trabajadores libres y 588 trabajadores culíes chinos».: 182 
No se debe dejar de mencionar que tanto la sociedad peruana como la chilena estaban empapadas en un abierto racismo: 34  producto de las ideas europeas reinantes a fines del siglo XIX y que  consideraba a los chinos como inferiores a pesar de su reconocida laboriosidad y alta cultura. En 1878 la comunidad china en Lima mantenía un teatro,: 200–201  y casas comerciales.: 41 
Los trabajadores chinos comenzaron sus rebeliones en Pativilca (1870), en Huacho (1875) y en Trujillo (1876).: 38  En 1874 se firmó un tratado entre China y Perú que regulaba la situación de los inmigrantes y daba a los culís los mismos derechos que a los peruanos.: 40 
Para explicar la diferencia entre el esclavo negro y el culí, el explorador Charles Wiener que viajó por la región durante 1875 explica:: 69 

El negro era esclavo por toda su vida: el chino no lo es más que por un tiempo determinado. Pero esta ventaja esta contrabalanceada por un hecho innegable: el nuevo sistema suprime la sola garantía que se poseía contra la crueldad de los señores i el abuso de su autoridad. Esta garantía era el interés por prolongar las existencias útiles, de no debilitar por un exceso de trabajo las constituciones que reproducen un capital considerable. Este cálculo, por horrible que sea, era lógico i constituía una garantía en favor de la raza negra. Con los chinos esta garantía desaparece. Que el chino resista a la tarea durante ocho años, he allí todo lo que exije el interés. I que estos años se prolonguen más allá de su límite legal, por cuentas fantásticas de herramientas quebradas, de vestidos usados, etc, he ahí la principal preocupación del que compra i emplea chinos. La estadística prueba que apenas un tercio de estos hombres llega al fin del contrato: el resto sucumbe [...] El chino deja su país i, por una triste mistificación, firma un contrato de ocho años durante los cuales está a disposición absoluta de un señor. Las estipulaciones de sueldo son ilusorias: los hacendados pagan ordinariamente a los chinos en vestidos i alimentos avaluados enprecios fantásticos. El gobierno del Celeste Imperio inpide la exportación de mujeres, i por tanto los chinos no tienen compañera. Encerrados como rebaños, los chinos viven en galpones con la amenaza del látigo i de revólver. Por desgraciados que hayan sido en su país, es imposible que ninguno de ellos haya soñado siquiera la espantosa miseria que le espera en la servidumbre peruana (Ch. Wiener, Pérou et Bolivie, recit de voyage etc, p. 34)

## Estrategia de guerra chilena
Durante la guerra, uno de los objetivos chilenos era acabar con los ingresos peruanos provenientes de las exportaciones para, por una parte, impedir el esfuerzo bélico enemigo por falta de finanzas, pero también reducir la voluntad de continuar la guerra a causa de las penurias económicas que le causaba a la población. Esa fue la estrategia de Juan Williams Rebolledo durante la campaña naval de la guerra del Pacífico, de la expedición a Mollendo y de la expedición Lynch (Patricio Lynch). La consecuencia fue la paralización de las exportaciones peruanas de guano y caña de azúcar, en las que los culís formaban una fuerza laboral importante.

## Primeros encuentros con la guerra

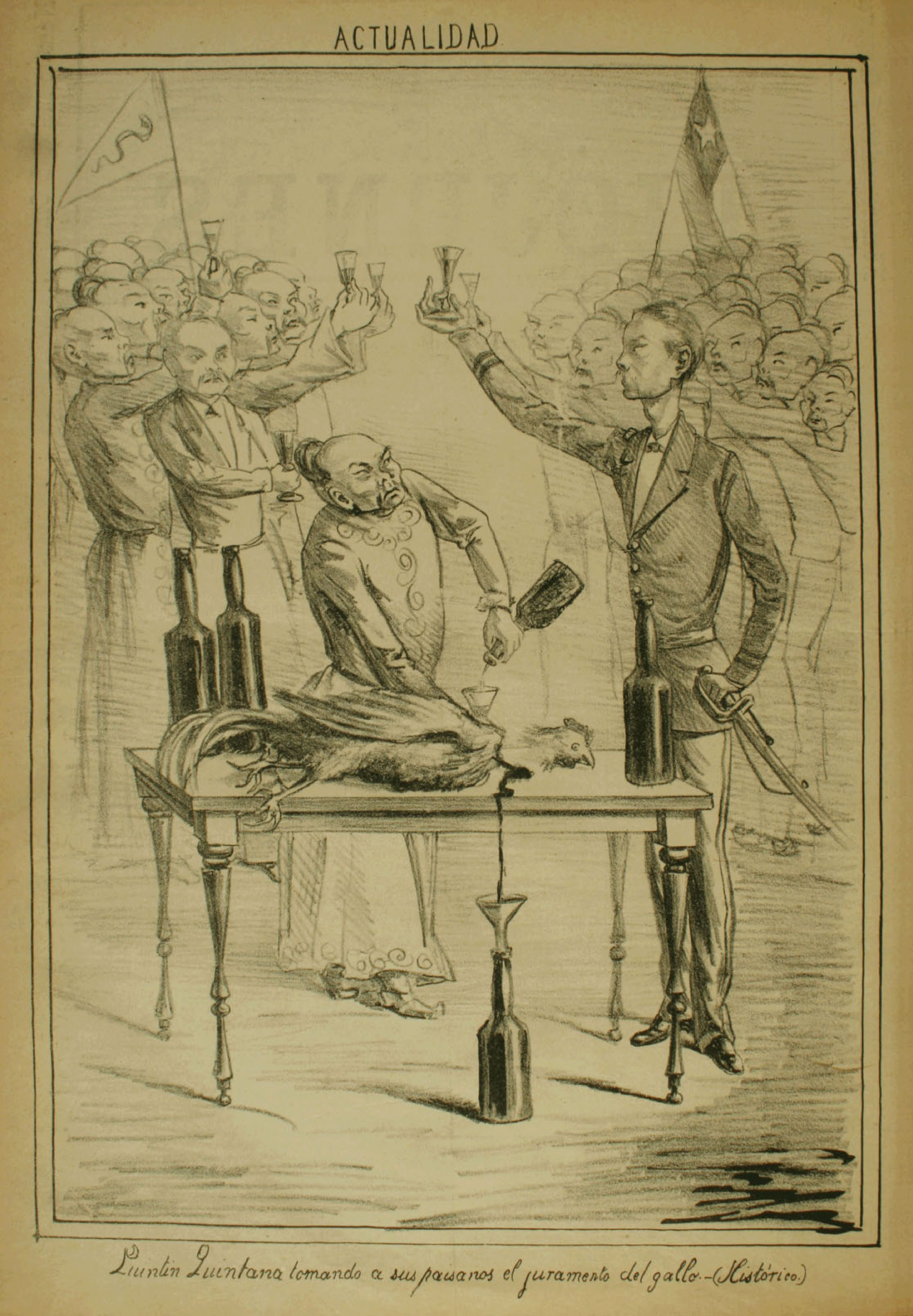
Quintín Quintana tomando a sus paisanos el juramento del gallo, en una imagen de la revista Diogenes de 1884. Su comentario decía:" “[…] Damos hoi un dibujo que representa al célebre cabecilla en el momento de perorar, copa en mano, a sus compatriotas, excitándolos a jurar fidelidad a la bandera de Chile.”

Las primeras interacciones entre chilenos y culís señaladas en fuentes primarias ocurrieron durante las incursiones navales chilenas a los puertos de exportación de guano y salitre cercanas a Iquique durante el bloqueo de ese puerto en  el mes de abril de 1879.
Benjamín Vicuña Mackenna cita al corresponsal de El Mercurio Eloi Cavieres, testigo presencial del bombardeo de Pabellón de Pica, donde se describe la actitud de los culís:: 660–661 

Era de ver en estos momentos la alegría de los infelices esclavos chinos al ver ardiendo aquellos aparatos [instalaciones de carga del guano] de su martirio. Todos ellos palmoteaban alegres, i gritaban entusiasmados en su lengua de trapo: «¡Viva Chile! − ¡Bueno chileno! − ¡Ya no ma tlabaco!».
 Afanados ayudaban a la marinería [chilena desembarcada] a formar hogueras, i les mostraban los lugares donde estaban ocultas las herramientas i los útiles, ¡infelices!. La espectativa de unos cuantos días libres del trabajo abrumador i del cruel látigo de sus amos les colmaba de regocijo. Al retirarse los botes, todos ellos esclamaban desde la playa «¡Bueno Chile! ¡Muela peluano!».

Durante el bombardeo de Pisagua, entre los once muertos se encontraba un niño asiático.: 646  Durante la Expedición Lynch, se liberaron 200 culíes de una hacienda azucarera antes de destruir sus instalaciones por no pagar el cupo de guerra.: 105–106  Jorge Basadre cuenta 400 culís liberados como botín de la expedición Lynch.: 131 
En una carta a sus hermanos Aspillaga, hacendados de Cayaltí, su hermano les escribe: 863–864  «[...] Entre las barbaridades que dicen harán los chilenos se cuenta el impuesto o contribución de guerra sobre los hacendados i libertad a los chinos [...]» y refiriéndose al impuesto: «¿I el mundo civilizado contemplarla impasible semejantes ultrajes ala especie humana? ¡Imposible! (ortografía original)»

## Culís durante la campaña de Lima
La más conocida interacción entre chilenos y culís fue el trabajo hecho por los chinos durante la campaña de Lima, que condujo a la ocupación de la capital peruana en enero de 1881. Durante la marcha de la brigada Lynch desde Pisco a Lurín, el historiador chileno Gonzalo Bulnes describe la cooperación así:: 627 

Para la esplotacion de la industria azucarera se habían importado chinos, especialmente de Canton i de Hong-Kong, no en clase de trabajadores sino de esclavos, Me repugnaría referir los tratamientos a que vivieron sometidos esos desgraciados en un país republicano como el Perú, i el régimen inhumano a que se les sometía. Podría hacer un cuadro espeluznante contando lo que vió la division Lynch en materia de viviendas i de lugares de castigo. Los vijilaban en el dia mayorales armados, que los golpeaban con mas inhumanidad de la que se emplea con las bestias i en la noche se les encerraba bajo llave en barracas donde dormían amontonados como animales. Naturalmente estos pobres seres, al ver que la division de Lynch los declaraba libres, se plegaron a ella i le prestaron toda la cooperación que podían. Asi ocurrió en Pisco, en Cañete, en Asia, en Bujama, en todos los centros agrícolas.
Los chinos marchaban en la avanzada con el rejimiento de Granaderos a caballo; en pos la artilleria sobre mulas, i detrás los rejimientos de infanteria i los bagajes (ortografía original).

Según Diego Barros Arana, más de mil culíes se agregaron a la marcha de la brigada hasta Lurín.: 189 
El juramento de Pachacámac
El corresponsal de El Mercurio durante la campaña de Lima relata que el 11 de enero, 658 miembros de la colonia china se reunieron en la pagoda de Lurín frente a tres estatuas que representaban a Kuong Kong («especie de Marte en la religión de los colonos»), su hijo Yong-long y una tercera imagen llamada Affai. El corresponsal continua:: 149 

Ante esta rara trinidad, un chino ofició algo que parecía una misa, i en seguida procedió a degollar un gallo, símbolo de la guerra, cuya sangre depositó en una redoma.
 Por esa sangre belicosa juraron los chinos ser su deseo y sus votos que las armas de Chile salieran victoriosas y así se lo pidieron a Kuonkong con todo respeto, bebiendo enseguida la sangre mezclada con agua.
 Todos los 658 colonos alcanzaron parte del mistificado líquido.
 Terminada la ceremonia, el chino Quintín Quintana, jefe elegido de la colonia misma, pronunció un largo discurso, en el que habló de la esclavitud reinante en el Perú y de la próxima libertad e imperio de las leyes comunes.

Antonio Urquieta estima su número solo en 400 en Recuerdos de la vida de campaña en la Guerra del Pacífico, pero León García, comandante del Regimiento Buin, en un parte del 31 de octubre de 1880 comunica que el día 26 dispuso el embarque de 400 chinos y da como razón: «En vista de los servicios que han prestado i del odio que por ello se han atraído de sus amos i de los peruanos, justo era embarcarlos, único medio de arrebatarlos a la muerte que aquellos les preparaban».: 836 
Basadre cita al militar inglés William Acland, perteneciente a un grupo de oficiales extranjeros observadores del conflicto admitidos en los estados mayores de los beligerantes entre los se contaban Rudolph de Lisle (Gran Bretaña), D.W. Mullan (Estados Unidos), Eugène Marie Le Léon (Francia), de Ghigliatti (Italia). Según el oficial inglés las tareas encomendadas a los culís eran cavar trincheras, abrir senderos, ayudar a las ambulancias, transportar a los heridos y sepultar a los muertos.: 138–139 

## Pogromo en Lima tras la batalla de Miraflores
De una relación publicada en Lima en cinco idiomas diferentes,: 1196  Vicuña Mackenna informa de un verdadero pogromo contra chinos desatado en Lima por los soldados peruanos escapados de la batalla de Miraflores (15 de enero) en la tarde del 16 de enero de 1879:

Pretestando tener hambre, se lanzaron sobre las tiendas de víveres de los inermes asiáticos [...]
 De ahí pasaron a los grandes almacenes que acumulaban las joyas, telas y demás obras primorosas de manufactura china, los cuales fueron robados y i quemados como aquellos [...]
 Calcúlase en no menos de tresientos asiáticos fueron inmolados en las calles de la ciudad i en las chacras circunvecinas.

## Consecuencias
Los últimos contratos de trabajo caducaron en 1882, durante la ocupación chilena. En las haciendas los trabajadores chinos hicieron sus trabajos como otros, desaparecieron las prisiones, las cadenas y los castigos corporales.: 41 
Basadre cita al escritor peruano Humberto Rodríguez, quien critica la imprevisión de la clase dirigente peruana que nunca pensó en la «bomba de tiempo» que encerraba en sus haciendas. Igualmente concede a los chilenos un actuar desprovisto de prejuicios que no fuese el éxito de sus expediciones. Sobre Quintín Quintana dice Rodríguez:: 158 

El autor de esta obra no teme confesar su simpatía por él; no fue un perjuro al Perú; fue un asiático leal con sus hermanos de raza y aflicciones, tanta fue su entrega a ellos que todo lo propio lo abandonó; naturalmente, los chilenos fueron el medio que él encontró a mano en circunstancias bélicas entre dos países que [no] eran el suyo y que quizás no entendió en su totalidad las razones de esta guerra fratricida.
Humberto Rodríguez, «Los chinos en la guerra del Pacífico» en Diálogos en Historia 2. Lima 2000

Sin embargo, y pese a haber sido liberados por el ejército chileno, la mayoría de los culies finalmente decidieron regresar al Perú tras la guerra, en parte por la guerra civil chilena tras el conflicto, y por la escasez de oportunidades en el nuevo país y porque la mayoría de sus familias ya se encontraban en el Perú. Es este hecho lo que reivindicó la influencia de la cultura china en el Perú, lo que llevó a que este país, en el siglo 21, posea la segunda mayor cantidad de descendientes chinos en America con 1.2 millones, solo detrás de EEUU; mientras que en el país de Chile esté número promedia los 60 mil.